# 에드나 오브라이언
조세핀 에드나 오브라이언(영어: Josephine Edna O'Brien , 1930년 12월 15일 ~ 2024년 7월 27일)은 아일랜드의 소설가, 회고록 작가, 극작가, 시인, 단편 소설가였다.